# Noircourt
Noircourt település Franciaországban, Aisne megyében. Lakosainak száma 69 fő (2022. január 1.). Noircourt Berlise, Montloué, Rozoy-sur-Serre, Soize és Le Thuel községekkel határos.

## Népesség
A település népességének változása:
| Lakosok száma | 152  | 109  | 101  | 92   | 83   | 83   | 81   | 81   | 77   | 69   |
|               | 1968 | 1982 | 1990 | 2006 | 2013 | 2015 | 2017 | 2019 | 2020 | 2022 |